# Стара Басань
Стара́ Баса́нь — село в Україні, у Бобровицькій міській громаді Ніжинському районі Чернігівської області. Центр старостинського округу.

## Географія
Село розташоване на річці Басанці. Територія Старобасанської сільської ради розташована в південно-західній частині району, межує з землями Щаснівської, Пісківської, Ярославської сільських рад Бобровицького району. Західна частина межує з землями Київської області.
Відстань до центру громади (Бобровиця) автомобільними шляхами — 15,6 км, до районного центру (Ніжин) — 74 км, до обласного центру (Чернігів) — 117 км.
Збереглися історичні назви місцевостей: Павлівка, Журавлівка, Олешківка, Собаківка, Котовочки, Скрипцівка, хутір Тимки. Більшість назв походять від імен заможних селян, яким належали ці землі.
На землях Старобасанської та Ярославської сільських рад розташований гідрологічний заказник місцевого значення «Старобасанське» площею 278 га (водний фонд 44,9 га, болота 233,1 га). Основним завданням цього заказника є збереження в природному стані болотного масиву, типового для лісостепу.

## Населення
За даними 2006 року в Старій Басані проживало 1042 особи. На 2011 населення становило 921 особу, число дворів 748. На початку 2019 року населення становило 683 особи, серед них — 122 дітей та 191 пенсіонер.

## Зв'язок
В селі є поштове відділення. Працює телеком-оператор Київстар.

## Релігія
Діє Спасо-Преображенський храм (храм Преображення Господнього) Ніжинської єпархії Української православної церкви (Московського патріархату).

## Історія і походження назви
Виникло село на початку XII ст. одночасно з Ярославкою. Вперше згадується 1196 року. Як свідчить стародавній переказ, з розповідей корінних мешканців регіону Сакун (Скрипець) Марії Трохимівни та Сакуна Михайла Кузьмовича, слово «Басань» означає місцевість, де «люди від татар опасалися», є похідним від вживаного в староукраїнській мові «Опасань»[неавторитетне джерело]. На думку краєзнавція П.Драгана, в селі існував поширений на півночі та заході Переяславського князівства тип укріплень, який не передбачав створення елементів фортифікаційних споруд — зокрема, насипання валів та їх ескарпування. Ним користувалися переважно общинники, оскільки не мали змогу використати значні ресурси, на відміну від князівської влади та бояр — феодалів.
Сам ландшафт та особливості басейнів місцевих річок сприяли економії зусиль, що було помічено не тільки слов'янськими тубільцями. Мовами деких груп кочових тюрків назва річки може перекладатися як «непрохідна», «непролазна», що згодом поширилося на всю місцевість. Цю версію підкріплює свідчення архієпископа Філарета (Гумілевського), котрий у свої краєзнавчих працях зазначав, що семантика слова «Басань» тотожна значенню «Загороддя». При цьому він посилався на розповіді старожилів другої та третьої чвертей 19 століття[неавторитетне джерело].
Краєзнавець Іван Сидоренко пише:

| … у верхів'ях річки Смердлик, притоки Басанки, князь Ярослав (вважають, що Чернігівський) у 1196 році побудував заміський мисливський палац, біля якого заснував хутір. … Щоб захистити палац з південного сходу та півдня, Ярослав заснував одночасно з ним городок. А його поселенців зобов'язав разом з іншими підтримувати порядок в окрузі та боронити палац від нападів ворогів. Отже, заклав пересторогу князь через острах, «опасанья» несподіваної з'яви тут недругів. Городок спочатку й носив назву Опасанья. З плином століть загубилися у слові «опасанья» літери «о», «п», «я», а натомість з'явилася літера «б». З того часу слово набуло сучасного звучання – «басань». Село, в яке розрослося невелике поселення, і стало називатися Басань. Тож виходить, що Басань, як і Ярославка, були засновані одночасно, а саме у 1196 р., а виникненню їх посприяв закладений Ярославом княжий палац. Пізніше назва села Басань збагатилась прикметником «стара». Напевно, це відбувалося в першій чверті 15 ст. за владарювання Великого князя литовського Вітовта (1392–1430 рр.). Бо з'явилося на південний схід від старого місця «опасанья» нове місце неспокою і небезпеки: на перетині сухопутного шляху з Києва на схід з водним шляхом з півдня на північ р. Недра. Воно й дало поштовх до виникнення нового поселення, яке і отримало назву Нова Басань. А Басань, яка вже існувала понад 230 років, стала називатися Стара Басань. |
За версією О. Дідика назва ймовірно походить від староукраїнського слова «баса» — красива. Схоже, спочатку назву отримала річка, яка проходить через село, а потім співзвучно було назване село. Не треба відкидати версії походження назви села від двох відомих нам слів «Ба» — слово «Бач» скорочене, гляди, дивись (подив) та «Сань» — сановитість, високість, шляхетство. Наступна версія зазначена в Руському літописі де перераховані народи з яких народ «басані», як і болгари, слов'яни, сербіяни і русь — розмовляли однією мовою. В цьому випадку «басані» — красені, красивий народ. І нарешті, чергова версія — походження від географічного тюркського (половецького) терміну «басан»- річка, яка заросла, не дає проходу[неавторитетне джерело].
За В. Б. Антоновичем, після спустошення 1482 року місцевості кримськими татарами на чолі з Менглі Гіреєм залишилися лише окремі хутори. Ці землі ніхто не хотів брати ні за службу, ні в вислугу. Нарешті, 1503 року великий князь Олександр грамотою, даною на ім'я київського воєводи, князя Дмитра Путятича, пожалував усю північну половину Переяславського повіту, що лежала по Трубежу й Супою, як вислугу, дворянину своєму Дашку Івановичу, котрого син, відомий своїми подвигами черкаський і канівський староста Остафій Дашкович, міцної організацією козацтва створив надійний оплот для відбиття татарських набігів і дав швидкий хід новій колонізації південних частин Київщини, а разом і власних переяславських «вислуг», у яких «на ґрунтах басанському й биковському» незабаром постало 2 містечка: Басань і Быков, а також 9 сіл: Старая Басань, Марковь, Юрковь, Павловъ, Максимовъ, Брегинцы, Кулажинь, Карпиловка й Воронковъ. Великі маєтки ці, по смерті Остафія Дашковича, перейшли до старшої племінниці його по сестрі, Духні, що вийшла заміж за зем'янина Стефана Дублянського 1530 року, син якого Григорій унаслідок великих боргів продав 1578 року ці вотчини розбагатілому київському міщанинові (з хрещених татар) Андрію Кошколдовичу, зятю київського війта Василя Черевчея. Коли між тестем і зятем після цієї купівлі виникла суперечка, цим скористався раєць Василь Ходика, який одружив свого брата Федора на єдиній доньці Кошколдовича Богдані. За допомогою нечесних методів Ходики заволоділи цими землями та навіть примножили їх. Попри намагання Яна Аксака та інших конкурентів відібрати землі, Ходики (Криницькі) втримували над ними контроль аж до Хмельниччини. Цю інформацію В. Б. Антонович оприлюднив уперше 1874 року.
Село згадується в документах 1631 року. Власник Федір Криницький (Theodor Krynicky) брав із 7 осідлих «димів» по 3 злотих, із 8 «городників» — по 1 злотому, з 1 млинового кола — по 3 злотих.
На Генеральній карті України складеної Гійомом Левассером де Бопланом 1648 року, під час перебуванні Чернігівщини в складі Речі Посполитої, Стару Басань позначено словом «Bazan» на противагу Нової Басані позначеної як «Basan».
Згідно з «Генеральним слідством про маєтності Переяславського полку» 1730 року село перебувало в Биківській волості та належало Басанській ратуші. Приблизно 1712 року Переяславський полковник Томара посполитих людей Старої Басані «попустив у послушенство» Семену Афендику. Гетьман Скоропадський підтвердив це своїм універсалом. На момент проведення слідства селом володіли дружина Семена Афендика та його сини..
У 1787 році тут жило 895 дорослих чоловіків. Мешканці — різного звання казенні люди, козаки та власників (бунчукового товариша Василя Антоновича, Івана Антоновича та сотника Степана Давидовича Афендиків).
За переписом 1897 року в селі мешкало 2788 осіб, серед них — 1359 чоловіків та 1429 жінок. Православними себе назвали 2748.
У 1919—1924 Чернігівське губернське статистичне бюро склало список населених пунктів губернії. Згідно з цим списком у 1923 в селі було 724 господарства, в яких проживало 3310 людей. В селі була сільрада. До районного центру Бобровиця, що тоді підпорядковувався Ніжинському округові, вела ґрунтова дорога довжиною 12 верст. В селі проводилися ярмарок і 4 базари. Була школа, школа ліквідації безграмотності, бібліотека і сільський будинок (сільбуд). Промислові заклади, телефонні установки і поштово-телеграфні заклади — відсутні. Найближча залізнична станція — Бобровиця (14 верст).
Жертвами Голодомору 1932—1933 стали 16 осіб.
У ході Німецько-радянської війни село окуповане німцями 15 вересня 1941, відвойоване 18 вересня 1943. На фронтах цієї війни загинуло 400[уточнити] воїнів — мешканців села.
12 червня 2020 року, відповідно до розпорядження Кабінету Міністрів України № 730-р «Про визначення адміністративних центрів та затвердження територій територіальних громад Чернігівської області», увійшло до складу Бобровицької міської громади.
19 липня 2020 року, в результаті адміністративно-територіальної реформи та ліквідації Бобровицького району, увійшло до складу Ніжинського району Чернігівської області.

## Російсько-українська війна (з 2014)
В останніх числах лютого 2022 з боку Нової Басані, Пісок у Стару Басань неочікувано увійшла колона військ Росії. На той час в селі перебувало багато сімей киян із дітьми, які приїхали, щоб  врятуватися від окупації.
Росіяни пограбували усі сільські магазини, спалили десятки хат, закатували цивільного мешканця хутора Тимки — Олександра Вікторовича Лисака (народився 9 січня 1970 — помер 1 квітня 2022).

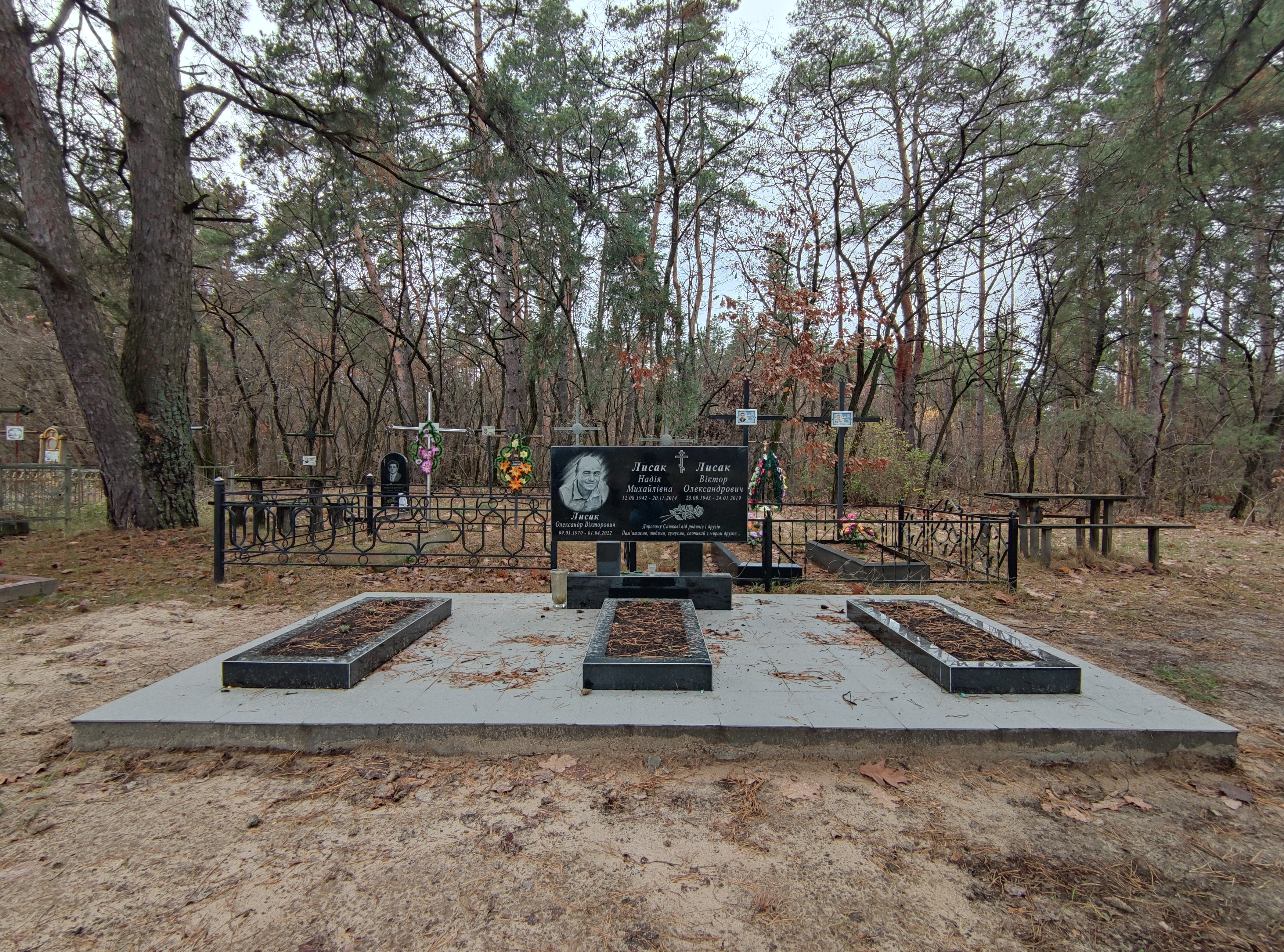
Могила цивільного мешканця Тимок Олександра Лисака, закатованого росіянами під час окупації
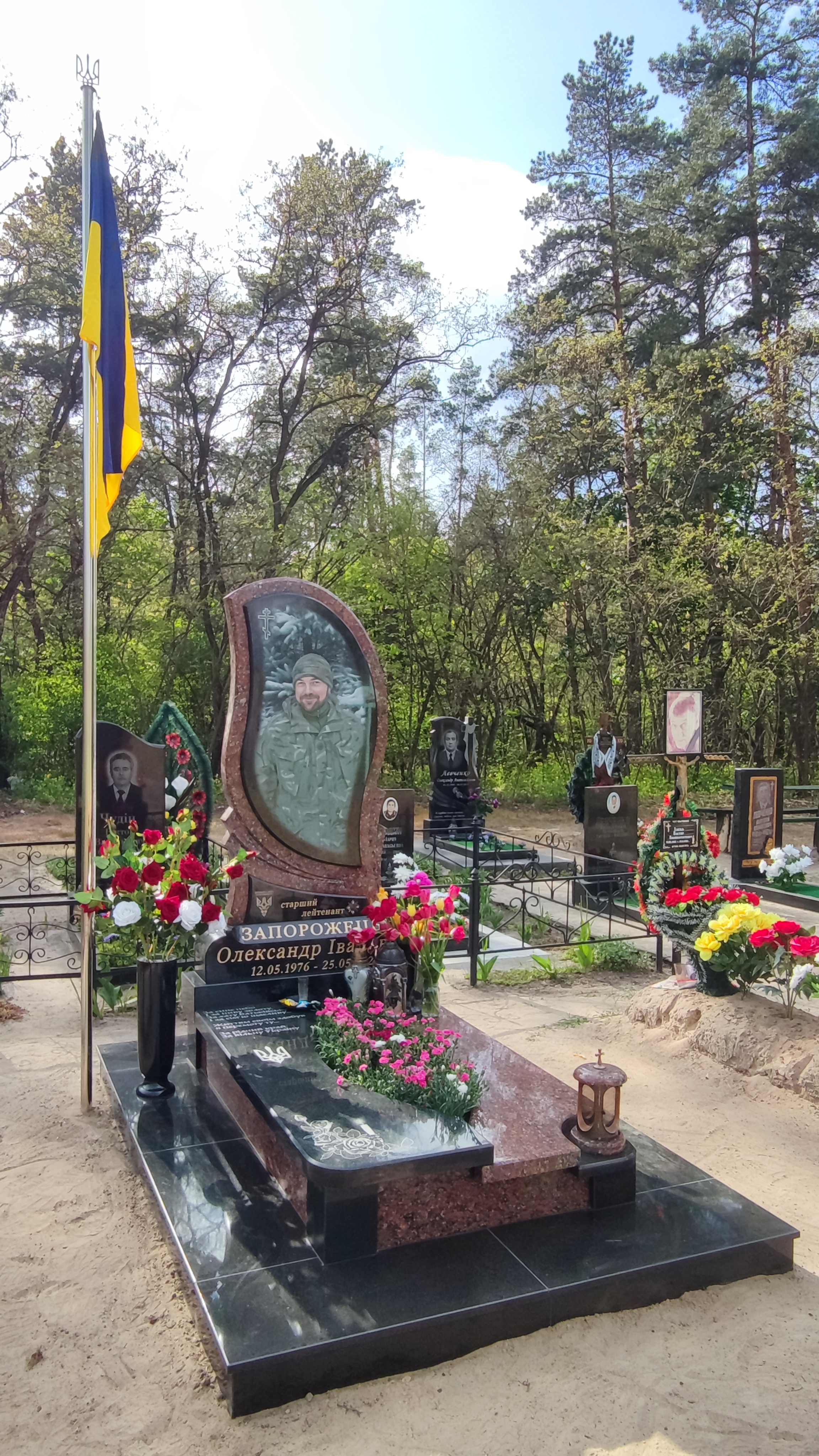
Могила Олександра Запорожця, загиблого на війні.

## Політика

### Парламентські вибори, 2019
На позачергових парламентських виборах 2019 року у селі функціонувала окрема виборча дільниця № 740084, розташована у приміщенні будинку культури.
Результати
- зареєстровано 530 виборців, явка 60,75%, найбільше голосів віддано за «Слугу народу» — 41,32%, за Всеукраїнське об'єднання «Батьківщина» — 17,67%, за Радикальну партію Олега Ляшка — 13,56%[15]. В одномандатному окрузі найбільше голосів отримав Борис Приходько (Слуга народу) — 31,41%, за Сергія Коровченка (самовисування) — 27,56%, за Дмитра Пахомова (Слуга народу) — 10,58%[16].

## Освіта
Приблизно у 1860 році було відкрито церковно-приходську школу. Учителем був священик, якому окремої платні за викладання не надавалося. У 1866 році у школі навчалися 4 хлопця віком 7-12 років — на порядок менше порівняно з Ярославкою.
У 1871 році було відкрито земську школу. У 1905 році для неї було збудовано нову будівлю, яка функціонує за своїм призначенням і зараз як комунальний заклад "Старобасанська гімназія" Чернігівської обласної ради (директор — Ковбаско Ю.С., 17423 с. Стара Басань, вул. М. Зуба,15, 34-1-27). В 1990-х школі присвоєно ім'я партизана 1941—1943 років Миколи Зуба.

## Тимки
До Старобасанської сільської ради відноситься хутір Тимки. Тут зберігся будинок із мезоніном — один із небагатьох, що залишився без змін зовні і всередині, зразок садибного будівництва XIX ст. в Україні. Збереглася й уся садиба. Вона належала Аделі Данилівні Кринській — дружині київського лікаря Олексія Лєскова — брата письменника Миколи Лєскова. До 2007 року у будинку була розміщена школа-інтернат.
У Тимках розташований Предтечів Скит, заснований у Тимках у 2015 році з ініціативи ієромонаха Наума, а також зооботанічний комплекс «Басань».

## Видатні люди
Історичні особи:
- Власенко Дмитро Миколайович (1990—2014) — солдат Збройних сил України, учасник російсько-української війни.
- Зуб Микола Никифорович — підпільник, загинув в гестапівскій катівні в роки Німецько-радянської війни;
- Король Петро Пилипович — підпільник, загинув в гестапівській катівні під час Німецько-радянської війни;
- Тертій Степан Костянтинович — лірник зі Старої Басані Новобасанського району Чернігівської області. Розстріляний в 1933[20][21].
- Тичина-Коломієць Оксана Григорівна — рідна сестра поета Павла Тичини, викладала у земській школі в початкових класах;

Сучасники:
- Коваленко Дмитро Тимофійович (нар. 1957) — музикант (трубач), педагог. Заслужений артист України.
- Коломієць Іван Сергійович (1948, Стара Басань) — поет, народився в селянській родині, перший вірш опубліковано у 1964 в районній галеті «Жовтнева зоря». З 1971 проживає у смт. Баришівка Київської області. Має вищу економічну освіту. Працював на керівних посадах у районному відділі зв'язку, податковій інспекції та відділенні Ощадбанку. Нині на пенсії. Автор збірок поезії «На струнах серця» (Баришівка, 2007), «Батьківська хата» (Баришівка, 2008)
- Кот Ігор Петрович (народився на хуторі Тимки 3 липня 1959), художник, закінчив Ростовське художнє училище імені Митрофана Грекова (1984) та художньо-графічний факультет Південного федерального університету в місті Ростов-на-Дону, член Спілки художників Росії з 1998 року, учасник міжнародних виставок. Роботи є галереях: Ростовський обласний музей образотворчих мистецтв, Музей сучасного мистецтва (м. Ростов-на-Дону), Сальська картинна галерея, Державний національний музей (м. Грозний), у приватних колекціях.[22]
- Череп-Пероганич Тетяна Павлівна (1974, Стара Басань) — поетеса, прозаїк, драматург, журналіст, громадська діячка. Авторка 11 книжок, лауреат літературних премій, головний редактор журналу «Українська культура».

## Цікаві факти
У селі знімався фільм режисера Микити Михалкова «Кілька днів із життя І. І. Обломова», що вийшов на екрани в 1979.

## Галерея

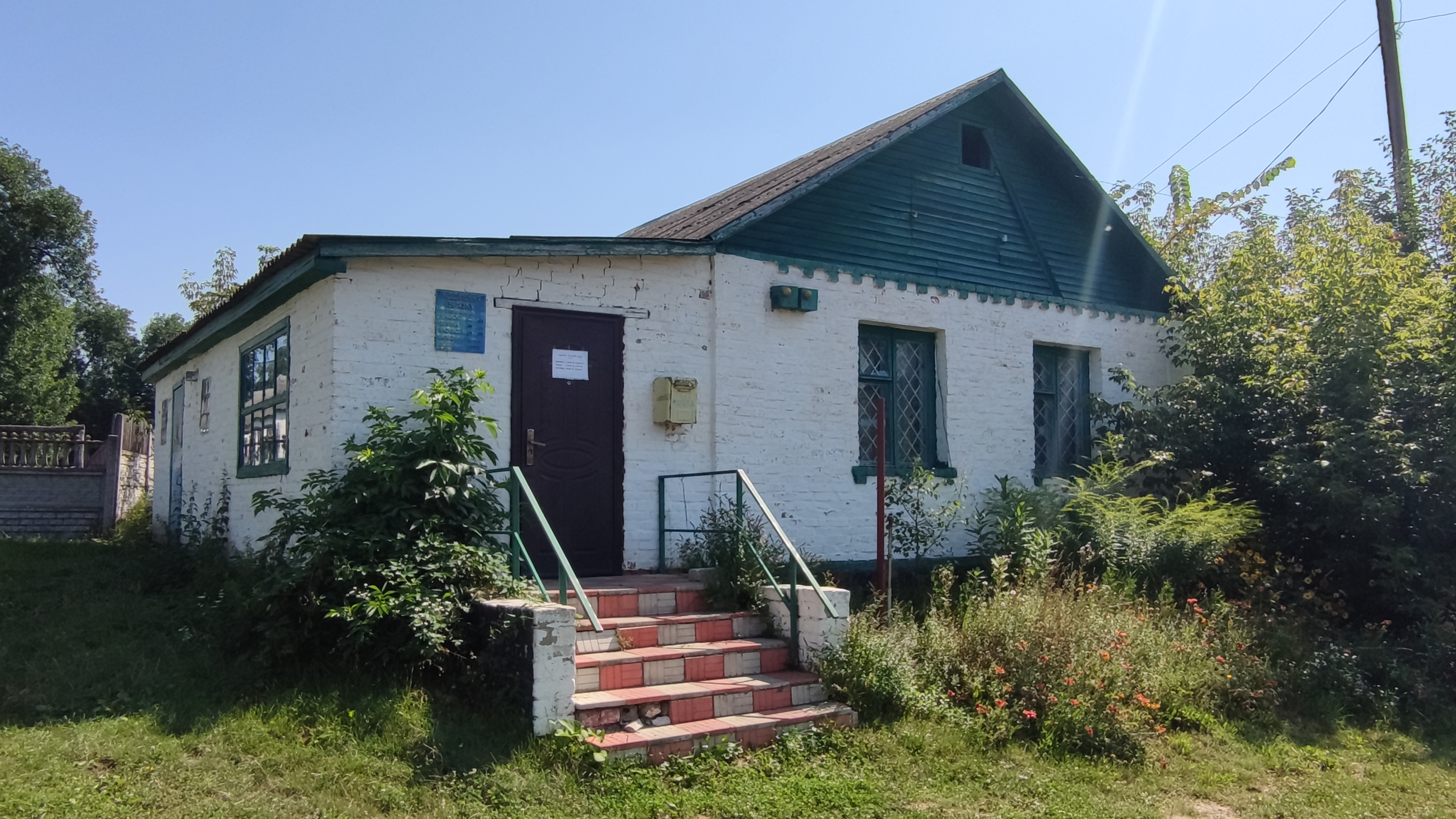
Пошта в Старій Басані
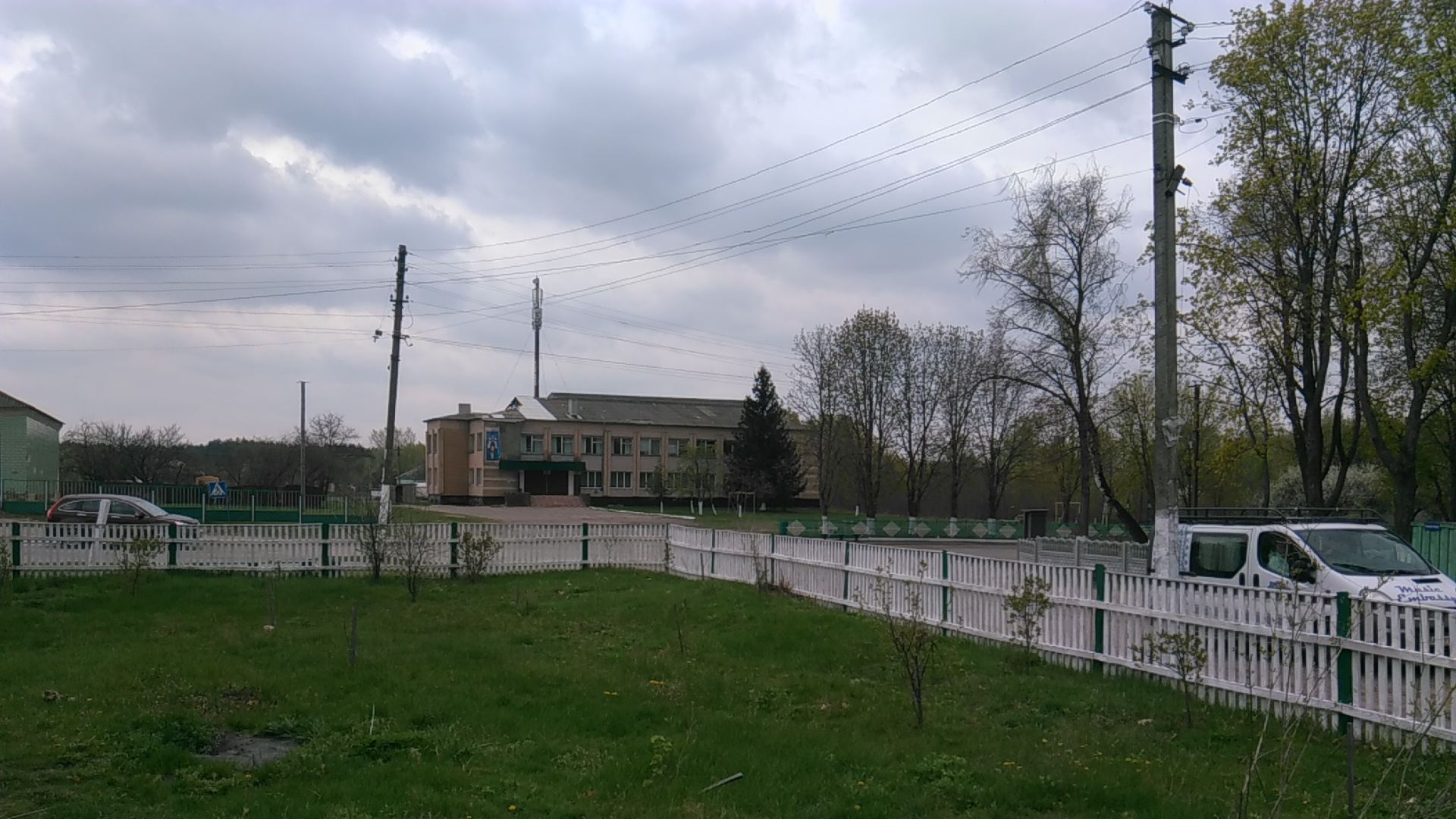
Клуб у Старій Басані
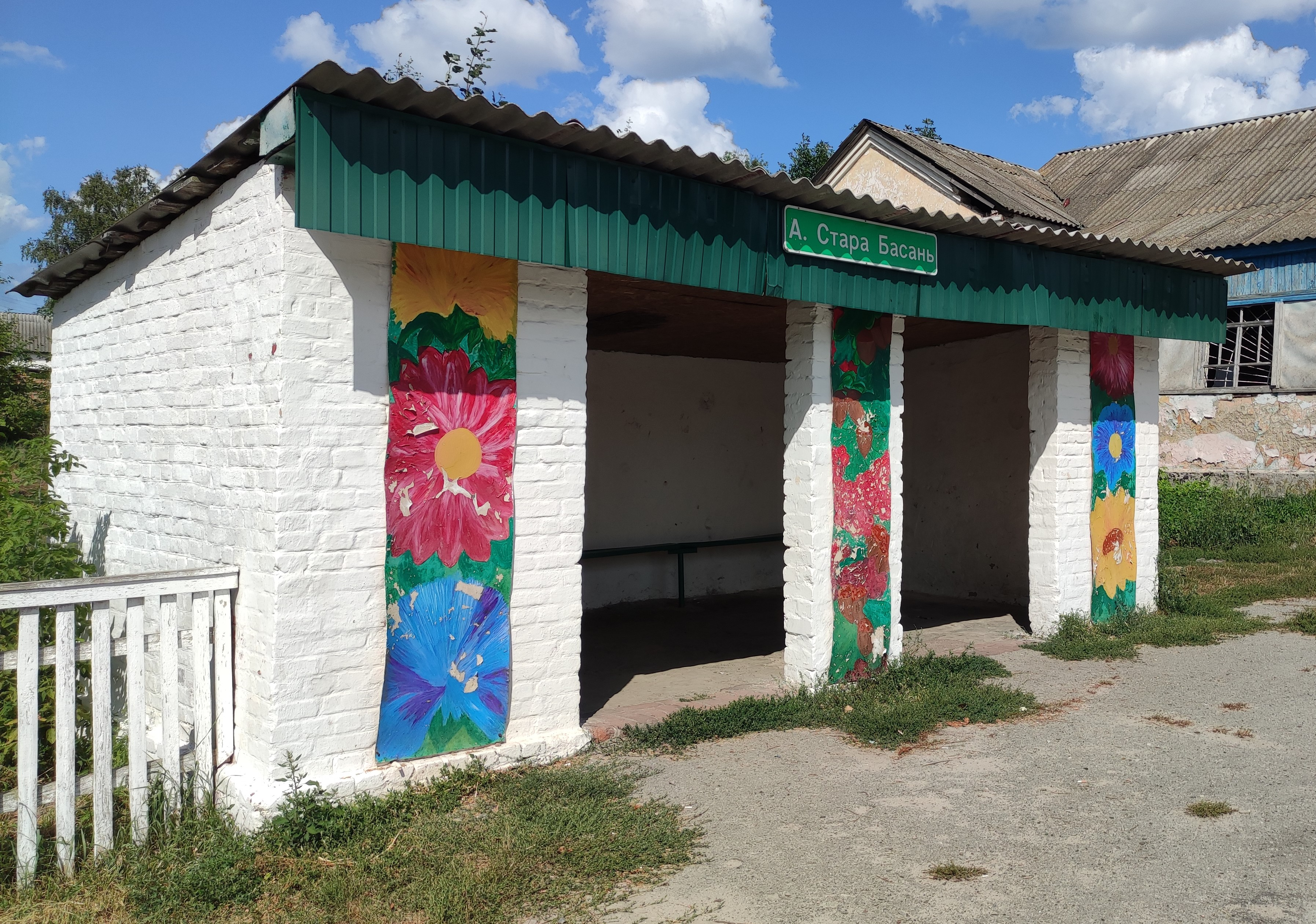
Автобусна зупинка в центрі села, серпень 2023

## Виноски
1. 1 2  ПАСПОРТ територіальної громади Бобровицької міської ради.
2. 1 2 3  «Сіверські скрижалі», сторінка 115
3. ↑  Іван Сидоренко. Близько тисячі років тому… / Не бував ти у наших краях!: історико-краєзнача книга / упорядник-редактор Дмитро Головко. — Київ: Видавництво «Рада», 2010, сторінки 43-44.
4. ↑  http://berislav.ucoz.ua/index/biblioteki_rajonu/0-11
5. ↑  Антонович В. Б. Моя сповідь: Вибрані історичні та публіцистичні твори. — К.: Либідь, 1995. — с. 164. http://litopys.org.ua/anton/ant09.htm http://www.sedmitza.ru/lib/text/720054/
6. ↑  Архивъ Юго-Западной Россіи. Ч. VII. Т. 1. Акты о заселении Юго-Западной Россіи. — Кіевъ, 1886. — с. 369.
7. ↑  Мякотин В. А. Генеральное следствие о маетностях Переяславского полка (1729—1731 г.). Харьков, 1896. С. 18.
8. ↑  В. І. Новгородцов. Описи Київського намісництва 70-80 років XVIII ст. — Київ, 1989. — с. 239. http://history.org.ua/?litera&id=9000
9. ↑  Населенныя мѣста Россійской Имперіи въ 500 и болѣе жителей. 1905. — C. 261.
10. ↑  Список населенных мест Черниговской губернии. 1924 год / Центральное статистическое управление; Черниговское губернское статистическое бюро. — Чернигов: Гостиполитография, 1924. — 164 c. Сторінка 38
11. ↑  Про визначення адміністративних центрів та затвердження територій територіальних громад Чернігівської області. Офіційний вебпортал парламенту України (укр.). Процитовано 10 липня 2022.
12. ↑  Постанова Верховної Ради України від 17 липня 2020 року № 807-IX «Про утворення та ліквідацію районів»
13. ↑  Дмитро Джулай (29 квітня 2022). «Їх виводили по одному і розстрілювали»: масові убивства під час російської окупації на Чернігівщині. Радіо Свобода. Процитовано 6 листопада 2023.
14. ↑  Олена Горбанова (5 листопада 2023). Всіх чоловіків забрали в полон: родина розповіла про окупацію. Вісник Ч.
15. ↑  Підсумки голосування на виборчих дільницях у загальнодержавному виборчому окрузі в межах ОВО № 210, Чернігівська область. Позачергові вибори народних депутатів України 2019 року.
16. ↑  Відомості про підрахунок голосів виборців на виборчих дільницях одномандатного виборчого округу № 210, Чернігівська область. Позачергові вибори народних депутатів України 2019 року.
17. ↑  Отчетъ о состояніи начальныхъ народныхъ училищъ и сельскихъ школъ, состоящихъ Черниговской губерніи въ уѣздѣ Козелецкомъ за 1866 годъ // Черниговскія Епархіальныя извѣстія. Часть оффиціальная. № 15 (1 августа 1867 г.), с. 559-562.
18. ↑  Памятная книжка Кіевскаго Учебнаго Округа на 1901 годъ. Часть IV. Черниговская губернія. — Кіевъ, 1901. — с. 44. http://libkor.com.ua/php/fulltext_files/The_memorial_book_p.pdf
19. ↑  https://cg.isuo.org/schools/view/id/20940
20. ↑  Микола Литвин. Розстріляний з'їзд кобзарів. «Кримська світлиця» #36 за 04.09.2009 з посиланням на журнал «Українська культура», 1992 р., № 6
21. ↑  ЛИТВИН М. Розстріляний з'їзд кобзарів //Нар. творчість та етнографія. — 1998. — № 4. — С. 95-99.
22. ↑  Авторські галереї - Кот Ігор Петрович. artlib.ru. Процитовано 2 січня 2017.
23. ↑  Декілька ескізів з життя Адабашьяна http://portal-kultura.ru/articles/country/neskolko-eskizov-iz-zhizni-adabashyana
24. ↑  За лаштунками фільму Михалкова про Обломова http://ulgrad.ru/?p=78027